# Chevroz
Chevroz ist eine französische Gemeinde mit 140 Einwohnern (Stand: 1. Januar 2022) im Département Doubs in der Region Bourgogne-Franche-Comté. Sie gehört zum Arrondissement Besançon und ist Mitglied im Gemeindeverband Grand Besançon Métropole. Die Bewohner werden Chevrotins und Chevrotines genannt.
Die Gemeinde erhielt 2024 die Auszeichnung „Drei Blumen“, die vom Conseil national des villes et villages fleuris (CNVVF) im Rahmen des jährlichen Wettbewerbs der blumengeschmückten Städte und Dörfer verliehen wird.

## Geographie
Chevroz liegt auf 216 m, etwa elf Kilometer nördlich der Stadt Besançon (Luftlinie). Das Dorf erstreckt sich am Rand der Talniederung des Ognon, in der leicht gewellten Landschaft im äußersten Nordwesten des Département Doubs.
Die Fläche des 1,98 km² großen Gemeindegebiets umfasst einen Abschnitt des Ognon-Tals. Die westliche und nördliche Grenze verläuft entlang dem Ognon, der hier mit mehreren Windungen durch eine rund einen Kilometer breite, flache Talniederung fließt. Vom Flusslauf erstreckt sich das Gemeindeareal nach Süden über die weite, ehemals moorige Talaue bis in die angrenzende leicht gewellte Landschaft. Diese ist teils von Acker- und Wiesland, teils von Wald bestanden. Mit 251 m wird im Gemeindewald die höchste Erhebung von Chevroz erreicht.
Nachbargemeinden von Chevroz sind Voray-sur-l’Ognon im Norden, Devecey im Osten, Châtillon-le-Duc im Süden sowie Bussières im Westen.

## Geschichte
Im Mittelalter wurde bei Chevroz eine Burg erbaut, welche die Furt des Ognon kontrollierte. Zusammen mit der Franche-Comté gelangte das Dorf mit dem Frieden von Nimwegen 1678 definitiv an Frankreich.

## Sehenswürdigkeiten
Die Dorfkirche Saint-Nicolas in Chevroz wurde 1781 erbaut. Aus dem 15. Jahrhundert stammt das Château, das von vier Türmen flankiert wird und in einem großen Park steht.

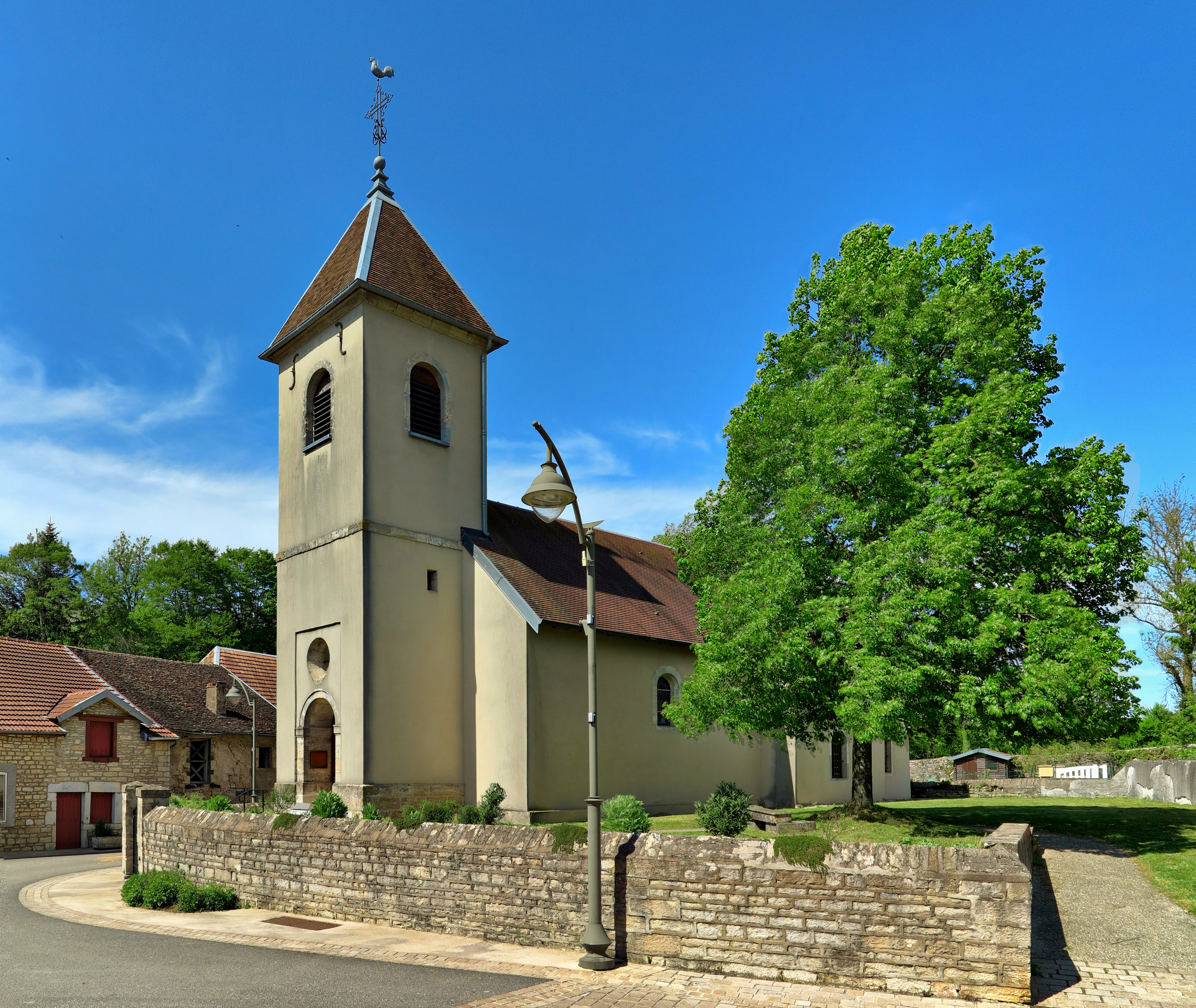
Kirche Saint-Nicolas
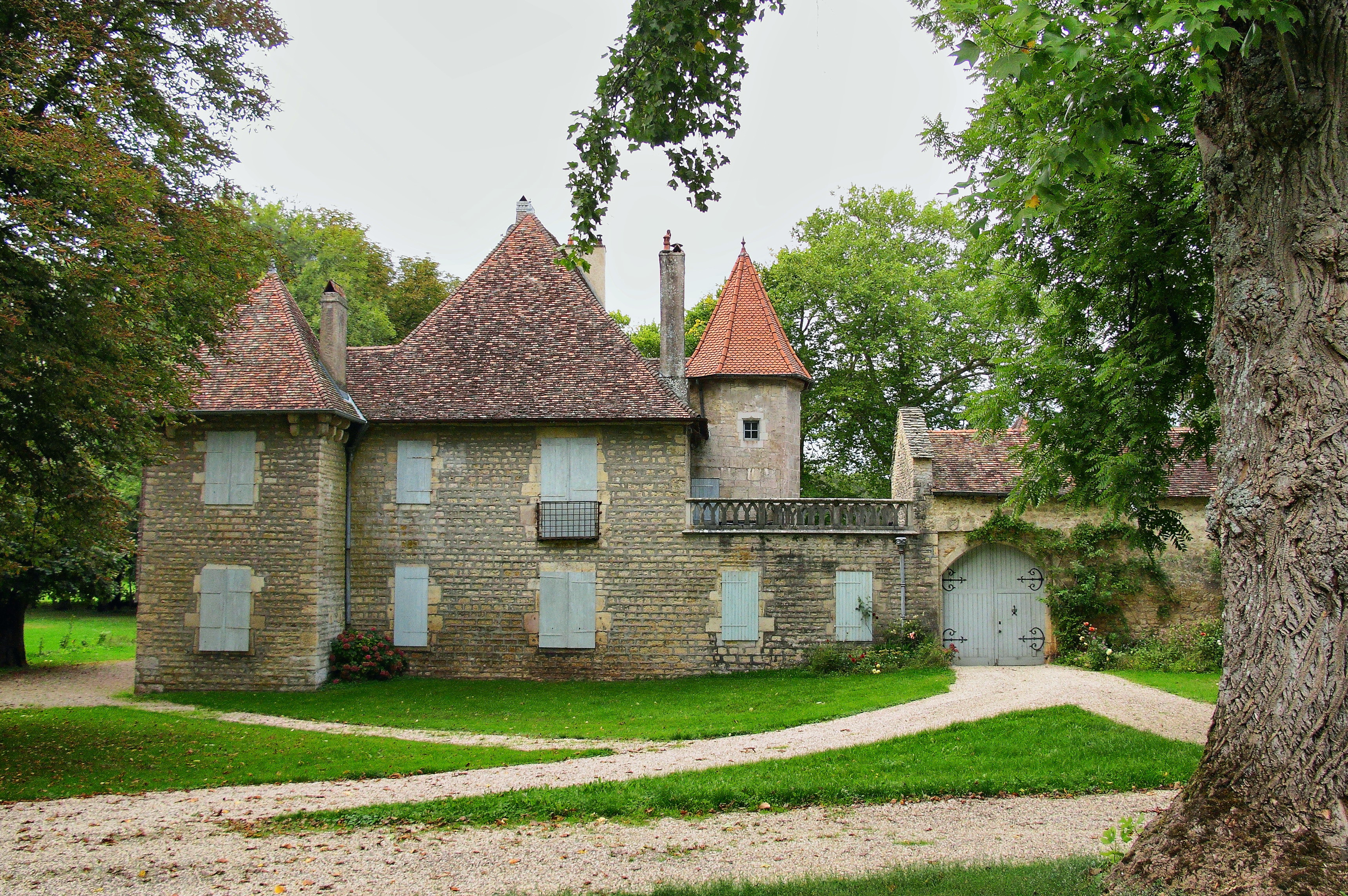
Schloss Chevroz
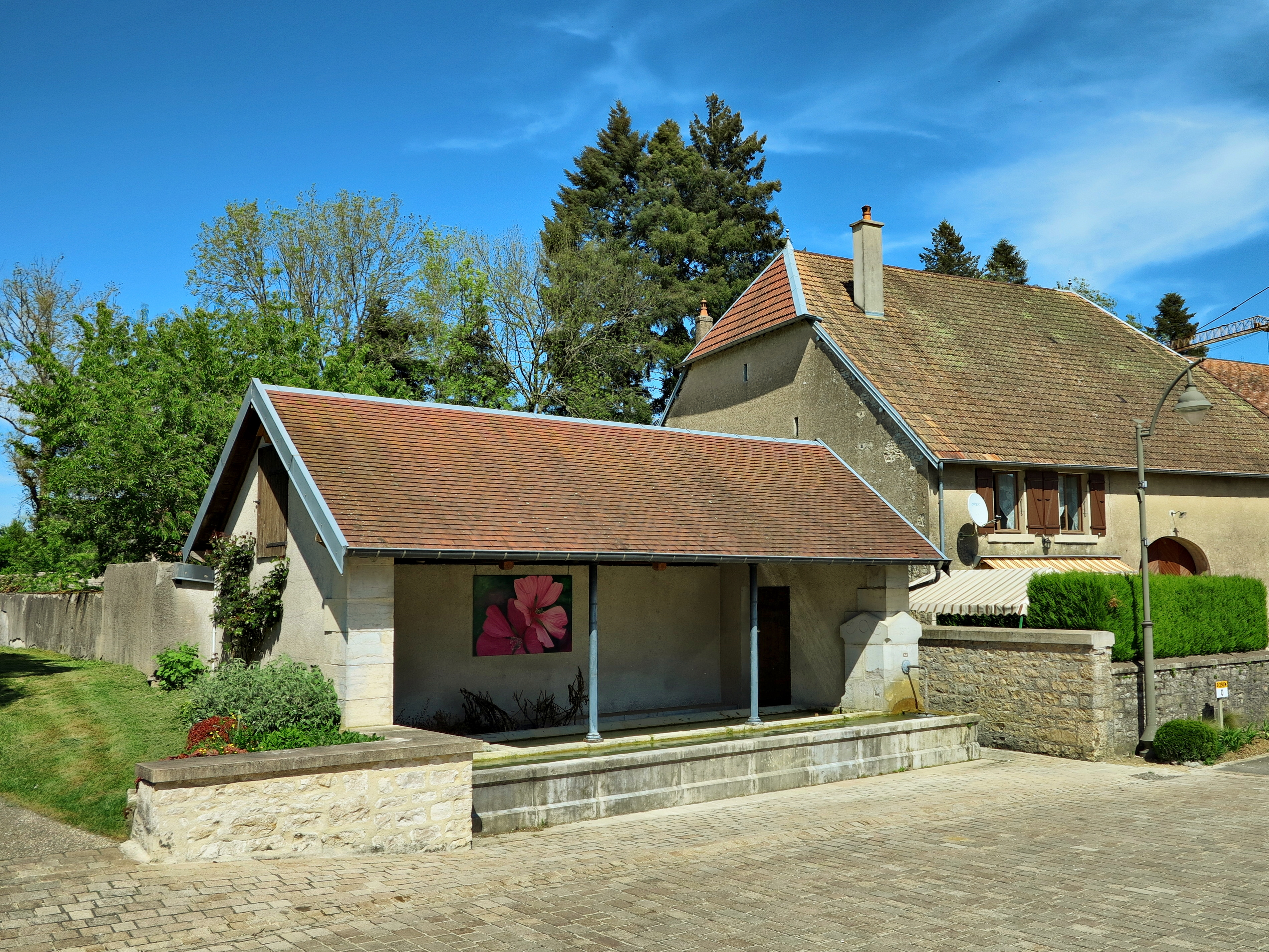
Lavoir

## Bevölkerung
| Jahr                       | 1962 | 1968 | 1975 | 1982 | 1990 | 1999 | 2005 | 2016 |
| Einwohner                  | 97   | 84   | 82   | 84   | 77   | 81   | 98   | 130  |
| Quellen: Cassini und INSEE |      |      |      |      |      |      |      |      |

Mit 140 Einwohnern (Stand 1. Januar 2022) gehört Chevroz zu den kleinsten Gemeinden des Départements Doubs. Während des gesamten 20. Jahrhunderts pendelte die Einwohnerzahl stets im Bereich zwischen 55 und 100 Personen.

## Wirtschaft und Infrastruktur
Chevroz war bis weit ins 20. Jahrhundert hinein ein vorwiegend durch die Landwirtschaft (Ackerbau, Obstbau und Viehzucht) geprägtes Dorf. Noch heute leben die Bewohner zur Hauptsache von der Tätigkeit im ersten Sektor. Außerhalb des primären Sektors gibt es nur wenige Arbeitsplätze im Dorf. Einige Erwerbstätige sind auch Wegpendler, die in den umliegenden größeren Ortschaften ihrer Arbeit nachgehen.
Die Ortschaft liegt abseits der größeren Durchgangsstraßen, ist aber trotzdem gut erreichbar. Die einzige Zufahrt erfolgt von Devecey an der Hauptstraße N57, die von Besançon nach Vesoul führt. Der nächste Anschluss an die Autobahn A36 befindet sich in einer Entfernung von ungefähr 8 km.